# 阿齊茲 (阿爾及利亞)
35°49′N 2°27′E / 35.817°N 2.450°E

阿齊茲（阿拉伯语：‎），是阿爾及利亞的城鎮，位於該國北部，由麥迪亞省負責管轄，是阿齊茲區的首府，面積546平方公里，2008年人口10,765，人口密度每平方公里20人。